# Роберт Снодграсс
Роберт Снодграсс (англ. Robert Snodgrass, нар. 7 вересня 1987, Глазго, Шотландія) — шотландський футболіст, що грав на позиції півзахисника.
Виступав, зокрема, за англійські клуби «Лідс Юнайтед», «Норвіч Сіті», «Галл Сіті» та «Вест Гем Юнайтед», а також національну збірну Шотландії.

## Клубна кар'єра
Вихованець футбольної школи клубу «Лівінгстон». Дорослу футбольну кар'єру розпочав 2004 року в основній команді того ж клубу, в якій провів чотири сезони, взявши участь у 79 матчах чемпіонату.
Протягом 2007 року був орендований клубом «Стерлінг Альбіон».
До складу клубу «Лідс Юнайтед» приєднався 2008 року. Відіграв за команду з Лідса наступні чотири сезони своєї ігрової кар'єри. Більшість часу, проведеного у складі «Лідс Юнайтед», був основним гравцем команди.

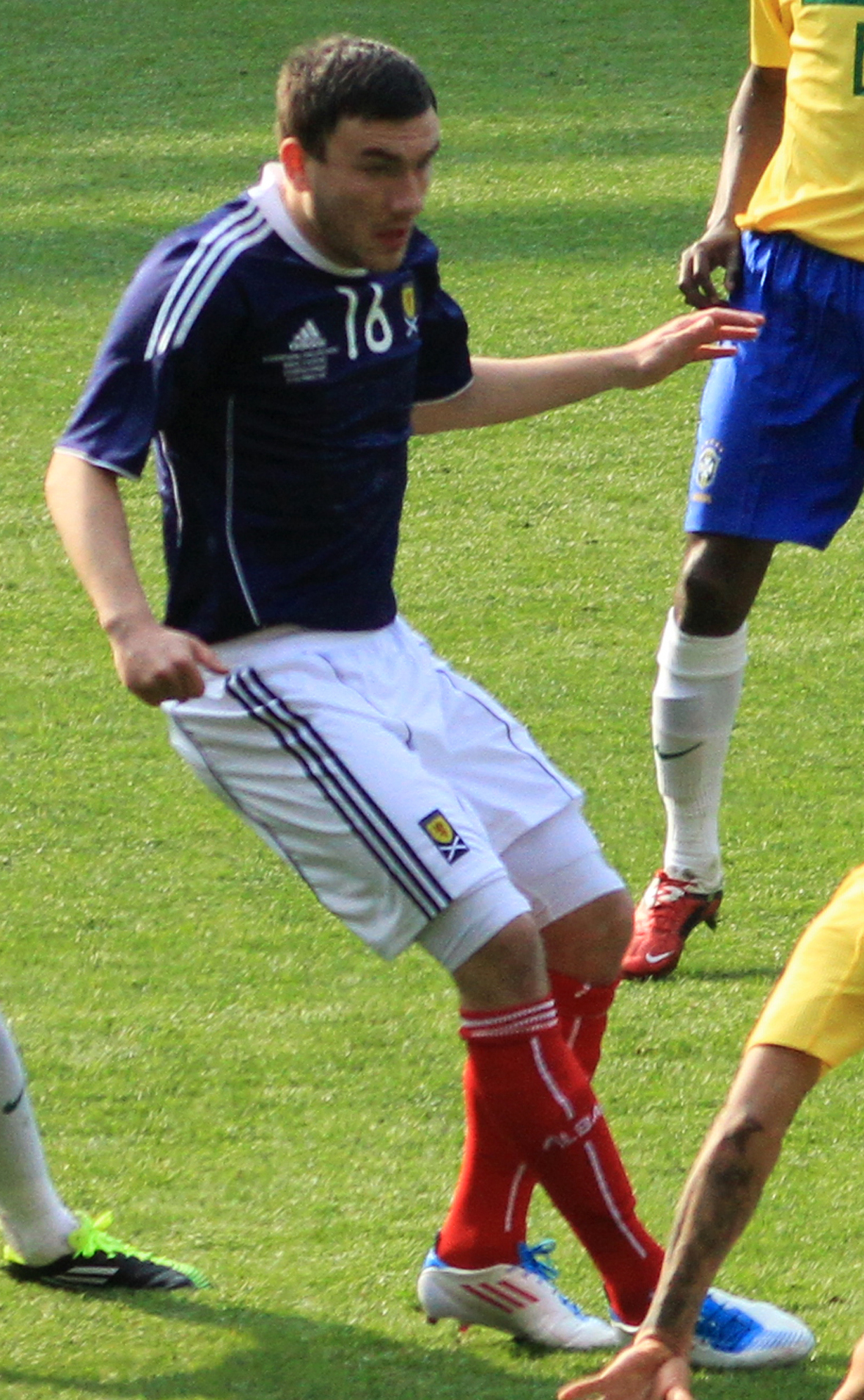
Снодграсс у складі національної збірної Шотландії, 2011 рік

2012 року уклав контракт з клубом «Норвіч Сіті», у складі якого провів наступні два роки своєї кар'єри гравця. Граючи у складі «Норвіч Сіті», також здебільшого виходив на поле в основному складі команди.
До складу клубу «Галл Сіті» приєднався влітку 2014 року, проте через отриману травму в першому сезоні майже не грав, а його команда вилетіла в Чемпіоншип. У наступному сезоні шотландець зіграв 24 матчі в чемпіонаті і забив 4 голи, чим допоміг команді повернутись до Прем'єр-ліги, де провів ще півроку. Всього за два 2,5 року встиг відіграти за клуб з Галла 45 матчів в національному чемпіонаті, забивши 11 голів.
27 січня 2017 року Снодграсс приєднався до «Вест Гем Юнайтед» за £ 10,2 млн, підписавши контракт на три з половиною роки.
25 серпня 2017 року Роберт на правах оренди приєднався на сезон до команди «Астон Вілла».
8 січня 2021 нападник перейшов до «Вест-Бромвіч Альбіон».
У лютому 2022 року перейшов до клубу «Лутон Таун».
6 вересня 2022 року підписав однорічний контракт з шотландською командою «Гарт оф Мідлотіан».
16 січня 2024 року Роберт оголосив про завершення ігрової кар'єри.

## Виступи за збірні
2004 року дебютував у складі юнацької збірної Шотландії.
Протягом 2007—2008 років залучався до складу молодіжної збірної Шотландії. На молодіжному рівні зіграв у 5 офіційних матчах.
2011 року дебютував в офіційних матчах у складі національної збірної Шотландії. Провів у формі головної команди країни 28 матчів, забивши 7 голів.

## Статистика виступів

### Статистика клубних виступів
| Команда                     | Сезон             | Чемпіонат         | Чемпіонат | Чемпіонат | Національний кубок | Національний кубок | Континентальні кубки | Континентальні кубки | Інші | Інші  | Усього | Усього |
| Команда                     | Сезон             | Ліга              | Ігор      | Голів     | Ігор               | Голів              | Ігор                 | Голів                | Ігор | Голів | Ігор   | Голів  |
| --------------------------- | ----------------- | ----------------- | --------- | --------- | ------------------ | ------------------ | -------------------- | -------------------- | ---- | ----- | ------ | ------ |
| «Лівінгстон»                | 2004–05           | Прем'єр-ліга      | 16        | 2         | 1                  | 1                  | 1                    | 0                    | 0    | 0     | 18     | 3      |
| «Лівінгстон»                | 2005–06           | Прем'єр-ліга      | 26        | 4         | 2                  | 0                  | 2                    | 0                    | 0    | 0     | 30     | 4      |
| «Лівінгстон»                | 2006–07           | Перший дивізіон   | 6         | 0         | 1                  | 0                  | 0                    | 0                    | 0    | 0     | 7      | 0      |
| «Лівінгстон»                | 2007–08           | Перший дивізіон   | 31        | 9         | 3                  | 0                  | 2                    | 1                    | 1    | 0     | 37     | 10     |
| «Лівінгстон»                | Разом             | Разом             | 79        | 15        | 7                  | 1                  | 5                    | 1                    | 1    | 0     | 92     | 17     |
| «Стерлінг Альбіон» (оренда) | 2006–07           | Другий дивізіон   | 12        | 5         | 0                  | 0                  | 0                    | 0                    | 3    | 2     | 15     | 7      |
| «Лідс Юнайтед»              | 2008–09           | Перша ліга        | 42        | 9         | 2                  | 0                  | 3                    | 2                    | 4    | 0     | 51     | 11     |
| «Лідс Юнайтед»              | 2009–10           | Перша ліга        | 44        | 7         | 6                  | 0                  | 3                    | 2                    | 4    | 1     | 57     | 10     |
| «Лідс Юнайтед»              | 2010–11           | Чемпіоншип        | 39        | 6         | 2                  | 1                  | 0                    | 0                    | 0    | 0     | 41     | 7      |
| «Лідс Юнайтед»              | 2011–12           | Чемпіоншип        | 43        | 13        | 0                  | 0                  | 1                    | 0                    | 0    | 0     | 44     | 13     |
| «Лідс Юнайтед»              | Разом             | Разом             | 168       | 35        | 10                 | 1                  | 7                    | 4                    | 8    | 1     | 193    | 41     |
| «Норвіч Сіті»               | 2012–13           | Прем'єр-ліга      | 37        | 6         | 1                  | 1                  | 2                    | 0                    | 0    | 0     | 40     | 7      |
| «Норвіч Сіті»               | 2013–14           | Прем'єр-ліга      | 30        | 6         | 2                  | 1                  | 2                    | 0                    | 0    | 0     | 34     | 7      |
| «Норвіч Сіті»               | Разом             | Разом             | 67        | 12        | 3                  | 2                  | 4                    | 0                    | 0    | 0     | 74     | 14     |
| «Галл Сіті»                 | 2014–15           | Прем'єр-ліга      | 1         | 0         | 0                  | 0                  | 0                    | 0                    | 2    | 0     | 3      | 0      |
| «Галл Сіті»                 | 2015–16           | Чемпіоншип        | 24        | 4         | 1                  | 1                  | 1                    | 0                    | 3    | 0     | 29     | 5      |
| «Галл Сіті»                 | 2016–17           | Прем'єр-ліга      | 20        | 7         | 1                  | 0                  | 3                    | 2                    | —    | —     | 24     | 9      |
| «Галл Сіті»                 | Разом             | Разом             | 45        | 11        | 2                  | 1                  | 4                    | 2                    | 5    | 0     | 56     | 14     |
| «Вест Гем Юнайтед»          | 2016–17           | Прем'єр-ліга      | 15        | 0         | —                  | —                  | —                    | —                    | —    | —     | 15     | 0      |
| «Вест Гем Юнайтед»          | 2018–19           | Прем'єр-ліга      | 33        | 2         | 2                  | 0                  | 3                    | 2                    | —    | —     | 38     | 4      |
| «Вест Гем Юнайтед»          | 2019–20           | Прем'єр-ліга      | 24        | 5         | 1                  | 0                  | 2                    | 0                    | —    | —     | 27     | 5      |
| «Вест Гем Юнайтед»          | 2020–21           | Прем'єр-ліга      | 3         | 0         | —                  | —                  | 3                    | 2                    | —    | —     | 6      | 2      |
| «Вест Гем Юнайтед»          | Разом             | Разом             | 75        | 7         | 3                  | 0                  | 8                    | 4                    | 0    | 0     | 86     | 11     |
| «Астон Вілла» (оренда)      | 2017–18           | Чемпіоншип        | 40        | 7         | 0                  | 0                  | 0                    | 0                    | 3    | 0     | 43     | 7      |
| «Астон Вілла» (оренда)      | Разом             | Разом             | 40        | 7         | 0                  | 0                  | 0                    | 0                    | 3    | 0     | 43     | 7      |
| «Вест-Бромвіч Альбіон»      | 2020–21           | Прем'єр-ліга      | 8         | 0         | 0                  | 0                  | 0                    | 0                    | —    | —     | 8      | 0      |
| «Вест-Бромвіч Альбіон»      | 2021–22           | Чемпіоншип        | 6         | 0         | 0                  | 0                  | 1                    | 0                    | 0    | 0     | 7      | 0      |
| «Вест-Бромвіч Альбіон»      | Разом             | Разом             | 14        | 0         | 0                  | 0                  | 1                    | 0                    | 0    | 0     | 15     | 0      |
| Лутон Таун                  | 2021–22           | Чемпіоншип        | 8         | 0         | 1                  | 0                  | 0                    | 0                    | 2    | 0     | 11     | 0      |
| Гарт оф Мідлотіан           | 2022–23           | Прем'єршип        | 23        | 1         | 2                  | 0                  | 0                    | 0                    | 0    | 0     | 25     | 1      |
| Усього за кар'єру           | Усього за кар'єру | Усього за кар'єру | 531       | 93        | 28                 | 5                  | 29                   | 11                   | 22   | 3     | 610    | 112    |